# Lousano
A Lousano Indústria de Condutores Elétricos Ltda. foi uma empresa  brasileira de condutores elétricos e eletrônicos fundada em 5 de maio de 1967 por Antônio Lousano. Sua falência foi decretada em  1 de março de 2007. Durante anos, a Lousano foi um dos principais anunciantes dos programas de Milton Neves, e patrocinou o Santos em 1994.
Em 29 de dezembro de 2013, o antigo proprietário da empresa, Pascoal Grassioto, foi detido no Aeroporto Internacional do Recife e impedido de viajar para Miami, onde atenderia ao casamento de seu filho em razão de um mandado de prisão expedido pela Justiça Federal de São Paulo. O mandado de prisão havia sido expedido em razão do não pagamento de guias de INSS de um antigo funcionario da Lousano. O empresário não tinha conhecimento do mandado de prisão e apos esclarecido  o ocorrido, as guias foram pagas em juízo e o empresário foi liberado no dia seguinte.

Em 2003, Grassioto foi Indiciado por sonegação fiscal, formação de quadrilha e obtenção mediante fraude de financiamento em instituição financeira. O empresário foi posteriormente inocentado e absolvido por falta de provas.